# Scheepsbreedte
Scheepsbreedte is de breedte van een schip ter hoogte van het grootspant. Bij deze breedte wordt de scheepshuid niet meegerekend. 

## Breedte over alles
Bij de breedte over alles wordt de scheepshuid wel meegerekend, evenals vaste uitsteeksels, zoals stootranden of huidversterkingen. De breedte op de waterlijn is de maximale breedte op de zomerdiepgang.
Een grotere breedte geeft een schip een grotere aanvangsstabiliteit, maar ook een grotere vormweerstand.